# Alltagsmotorik
Als Alltagsmotorik bezeichnen die Bewegungswissenschaft, die Arbeitslehre oder die Physiotherapie die Gesamtheit der Bewegungen (Motorik), die Tag für Tag benötigt und eingesetzt werden, um sich in seiner Umwelt zu bewegen und die Verrichtungen des täglichen Lebens zu bewerkstelligen. Hierzu gehören etwa das Anziehen, das Essen, das Gehen, das Treppensteigen, die Hausarbeit, das Einkaufen oder das (nicht sportliche) Radfahren. Die Alltagsmotorik unterscheidet sich nach Struktur, Ausrichtung und Intensität der Bewegungsabläufe von der Berufs- oder Arbeitsmotorik und von der Sportmotorik.

## Charakteristik der Alltagsmotorik
Die Alltagsmotorik bedarf bei gesunden Menschen keiner aufwändigen Lernprozesse. Sie wird mit den geistigen und physischen Entwicklungsfortschritten, durch agile Kinder weitestgehend selbsttätig, allmählich angeeignet. Eltern und Erzieher werden in aller Regel zusätzlich fördernd tätig. Die Alltagsmotorik kann als Basisfertigkeit verstanden werden für den späteren Erwerb der anspruchsvolleren übungs- und trainingsintensiveren Arbeits- oder Sportmotorik.
Störungen der Alltagsmotorik durch Krankheit, Alter, Unfall oder Behinderung erfordern allerdings gezielte professionelle Hilfen in Form von Heilgymnastik, Bewegungstherapie und anderen Rehabilitationsmaßnahmen durch Spezialisten. Hierfür sind Krankengymnasten, Altenpfleger, Physiotherapeuten oder Heilerziehungspfleger speziell ausgebildet.

## Niveau der Alltagsmotorik
Das Niveau der Alltagsmotorik bemisst sich am Umfang und an der Leichtigkeit der vom Einzelnen täglich bewältigbaren Aufgaben. Der Zustand der Alltagsmethodik kennzeichnet einerseits den motorischen Reifestand eines Menschen: Kinder erlernen z. B. unterschiedlich zwischen dem fünften und zwölften Lebensmonat den aufrechten Gang. Ebenso entwickelt sich die Sprechmotorik nicht bei allen Kindern gleich schnell und qualifiziert. Andererseits ist die Qualität der Alltagsmotorik ein Indiz für den Gesundheitszustand oder für die Bewegungsfreude und den entsprechenden Übungsgrad des Bewegungsapparats.
Der für ein bestimmtes Alter oder Geschlecht normale Ausprägungsgrad der Alltagsmotorik kann an Skalen abgelesen werden, die anhand großer repräsentativer Stichproben gewonnen wurden. Motorische Testverfahren wie der Körperkoordinationstest von E.J. Kiphard und F. Schilling für das Vorschulalter oder der Wiener Koordinationsparcours von S.A.Warwitz für das Schul- und Erwachsenenalter machen das Entwicklungsniveau messbar und vergleichbar. Sie geben Aufschluss über die Normalität eines Entwicklungsstandes und Entwicklungsverlaufs. Dabei unterscheiden sich die Bewegungen von weiblichen und männlichen Probanden aufgrund ihrer psychischen und anatomischen Verschiedenheiten. Jeder Mensch entwickelt außerdem eine für ihn charakteristische Alltagsmotorik, an der er von aufmerksamen Beobachtern bereits von weitem zu erkennen ist.

## Einzelbelege
1. ↑  K. Meinel / G. Schnabel: Bewegungslehre – Sportmotorik. München (Südwest) 11. Auflage 2007
2. ↑  K. Willimczik / K. Roth: Bewegungswissenschaft. Reinbek (Rowohlt) 1999
3. ↑  C.M. Schlick u. a. (Hrsg.): Arbeitswissenschaft. Berlin 3. Auflage 2009
4. ↑  C. Zalpour: Springer Lexikon Physiotherapie. Berlin 2010
5. ↑  Arnd Krüger: Geschichte der Bewegungstherapie. In: Präventivmedizin. Springer Loseblatt Sammlung, Heidelberg 1999, 07.06, S. 1–22.
6. ↑  S.A. Warwitz: Normentafeln zum Wiener Koordinationsparcours (WKP). In: Sportunterricht (Lehrhilfen) 4. Schorndorf 1982 S. 59–64
7. ↑  E.J.Kiphard/F.Schilling: Körperkoordinationstest für Kinder (KTK). Göttingen 2007
8. ↑  S.A. Warwitz: Der Wiener Koordinationsparcours (WKP). In: Ders.: Das sportwissenschaftliche Experiment. Planung-Durchführung-Auswertung-Deutung. Schorndorf 1976. S. 48–62